# Badung Ayu
Badung Ayu is een bestuurslaag in het regentschap Bengkulu Selatan van de provincie Bengkulu, Indonesië. Badung Ayu telt 831 inwoners (volkstelling 2010).